# Gerhart Riegner
Gerhart Moritz Riegner  (Berlim, 12 de setembro de 1911 – Genebra, 3 de dezembro de 2001) foi secretário-geral do Congresso Mundial Judaico de 1965 a 1983.[carece de fontes?]
Em 8 de agosto de 1942, enviou o famoso Telegrama Riegner através de canais diplomáticos para Stephen Samuel Wise, presidente do Congresso Mundial Judaico nos EUA, e a Sidney Silverman, parlamentar trabalhista judeu em Londres. A fonte da informação era Eduard Schulte, o diretor executivo antinazista da proeminente empresa alemã Giesche que empregava oficiais nazistas de alto nível. O telegrama de Riegner dizia em parte: “Recebi a alarmante informação de que no quartel-general do Führer está sendo discutido e analisado um plano segundo o qual todos os judeus nos países ocupados ou controlados pela Alemanha, em um total de 3,5 ou 4 milhões, após serem deportados e presos em campos de concentração devem ser exterminados em massa, a fim de que se resolva de uma vez por todas a questão judaica na Europa”. 